# Vlastimil Hort
Vlastimil Hort (Kladno, 12 gennaio 1944 – 12 maggio 2025) è stato uno scacchista cecoslovacco naturalizzato tedesco dal 1985, Grande Maestro.
È stato uno dei più forti grandi maestri del mondo negli anni '60 e '70, partecipando più volte alle selezioni per il titolo mondiale. Ha vinto sei volte il campionato cecoslovacco e tre volte il campionato tedesco.

## Principali risultati
- 1959 : 2º-4º al campionato cecoslovacco all'età di 15 anni.
- 1960 : 3º nel campionato cecoslovacco.
- 1964 : 2º al torneo di Varna, 3º a Polanica-Zdrój.
- 1965 : =1º a Mariánské Lázně, =1º a Kecskemét; ottiene il titolo di Grande Maestro all'età di 21 anni.
- 1967 : 2º al torneo zonale di Halle, 2º-3º a Polanica-Zdrój, 3º a Krems.
- 1968 : 1º-4º al torneo di Hastings 1967-68; 2º-4º al torneo di Wijk aan Zee; 3º-4º a Monte Carlo; 1º-3º a Sombor.
- 1969 : 1º a Venezia, 1º-2º a Skopje, 2º-3º a Zagabria, 3º-4º a Palma di Maiorca.
- 1970 : 2º a Wijk aan Zee, 2º-3º a Rovigno. Vince per la prima volta il campionato cecoslovacco; lo vincerà ancora nel 1971, 1972, 1975, 1977 e 1984. Partecipa all'incontro "URSS contro Resto del Mondo" di Belgrado, vincendo 2,5 - 1,5 contro Leŭ Paluhaeŭski.
- 1971 : 1º al Capablanca Memorial di L'Avana.
- 1977 : Stabilisce il primato mondiale di partite in simultanea, giocando contro 600 avversari.
- 1987 : Vince a Bad Neuenahr il campionato tedesco alla pari con Ralf Lau; vincerà ancora il campionato tedesco nel 1989 e 1991.
- 2006 : Campione del mondo seniores a Magonza di "Chess960" (detto anche Fischer Random).

### Risultati alle olimpiadi

Hort a Reggio Emilia nel 1986

Hort ha partecipato dal 1960 al 1992 a 14 edizioni delle Olimpiadi (11 con la Cecoslovacchia e 3 con la Germania). Ha giocato 197 partite col risultato complessivo di +80 =91 –26 (63,7 %). Ha vinto tre medaglie: una d'argento e una di bronzo individuali e una d'argento di squadra.

### Zonali e Interzonali
Hort ha partecipato a diversi zonali e interzonali, raggiungendo la fase degli incontri dei candidati nel 1977, in cui giocò al primo turno contro l'ex campione del mondo Boris Spasskij. Nel corso della partita Spasskij si ammalò e si avvalse della facoltà di rinviare per qualche giorno il gioco, ma poi non ebbe più giornate libere. A questo punto Hort fece un gesto di grande sportività, concedendo a Spasskij alcune delle proprie giornate libere per poter rimettersi in salute. Nella quindicesima decisiva partita Hort aveva una posizione vincente, ma si dimenticò dell'orologio e perse per il tempo. L'incontro terminò 8,5 - 7,5 a favore di Spasskij.
Al termine dell'incontro, il 23 aprile Hort tenne a Seltjarnes, località nei pressi di Reykjavík, una simultanea che era prevista su 201 scacchiere, ma poi per ogni partita terminata si aggiunsero altri partecipanti, fino a raggiungere le 550 partite. La simultanea durò circa 24 ore, col risultato (+ 477 = 63 – 10). Seppure non ufficializzato, rimane a tutt'oggi un primato per le partite in simultanea. Hort dichiarò in seguito che aveva tenuto questa mega-simultanea per archiviare mentalmente il risultato negativo della partita con Spasskij.
Nell'interzonale di Susa del 1967 Bobby Fischer era in testa alla classifica, ma si ritirò per una polemica con gli organizzatori, perdendo per forfait la partita in programma con Hort. Questo permise a Hort di arrivare 6º-8º con Reshevsky e Štejn, ma dopo uno spareggio a tre solo Reshevsky fu ammesso al torneo dei candidati.